# Dewetsdorp
Dewetsdorp (le village de Dewet) est une petite ville rurale de l'État-Libre en Afrique du Sud.
Fondé par Jacobus Ignatius de Wet, père du général boer Christiaan de Wet, sur le domaine foncier de la ferme Kareefontein en 1876, ce lotissement rural prend le nom de Dewetsdorp en 1880 quand le hameau est officiellement reconnu par le volksraad (parlement) de l'état libre d'Orange. Il acquiert le statut municipal en 1890. Dewetsdorp fut le théâtre d'intenses combats durant la seconde guerre des Boers.
Dewetsdorp est situé à 68 km au sud-est de Bloemfontein, sur la route menant à Aliwal North.

## Quartiers
Dewetsdorp comprend le village même de Dewetsdorp et un township appelé Morojaneng, situé à l'est à de la ville, et où vit la majorité de la population locale.

## Démographie
Selon le recensement de 2011, Dewetsdorp compte 9 498 habitants dont 91,88 % sont des noirs qui résident principalement dans le township de Morojaneng (8 665 habitants dont 98,14 % de noirs).
Les blancs, essentiellement afrikaners, représentent 70,23 % des 833 habitants du village de Dewetsdorp mais seulement 6,37 % des habitants de l'ensemble de la ville (comprenant le township).
La langue maternelle majoritairement parlé à Dewetsdorp est le sesotho (84,57 %) devant l'afrikaans (7,52 %)

## Lieux touristiques
- Mémorial dédié aux soldats britanniques morts durant la seconde guerre des Boers
- Monument du centenaire du Grand Trek
- La tombe de l'épouse du général De Wet
- Le Twin Memorial
- Les sépultures de guerres